# Aoteatilia tenuistriata
Aoteatilia tenuistriata är en snäckart som först beskrevs av Suter 1908.  Aoteatilia tenuistriata ingår i släktet Aoteatilia och familjen Columbellidae. Inga underarter finns listade i Catalogue of Life.